# Loewinella nigripes
Loewinella nigripes är en tvåvingeart som beskrevs av Engel 1929. Loewinella nigripes ingår i släktet Loewinella och familjen rovflugor. Inga underarter finns listade i Catalogue of Life.